# 阿什頓鎮區 (愛荷華州莫諾納縣)
阿什頓鎮區（英語：Ashton Township）是位於美國愛荷華州莫諾納縣的一個行政鎮區。

## 地方資料
根據2010年美國人口普查的數據，阿什頓鎮區的面積為108.91平方千米，當中陸地面積為108.82平方千米，而水域面積為0.09平方千米。當地共有人口550人，而人口密度為每平方千米5.05人。